# Nikos Panajotu
Nikos Panajotu (gr. Νίκος Παναγιώτου, ur. 16 grudnia 1970 w Famaguście) – cypryjski piłkarz grający na pozycji bramkarza. W swojej karierze rozegrał 74 mecze w reprezentacji Cypru.

## Kariera klubowa
Karierę piłkarską Panajotu rozpoczął w klubie Anorthosis Famagusta. W 1987 roku zadebiutował w jego barwach w pierwszej lidze cypryjskiej, jednak podstawowym zawodnikiem Anorthosisu stał się dopiero w sezonie 1993/1994. W zespole Anorthosisu Panayiotou występował do końca sezonu 2003/2004. W klubie tym rozegrał 293 mecze i zdobył w nich 1 gola (w sezonie 1997/1998). Wraz z Anorthosisem wywalczył pięć tytułów mistrza Cypru w sezonach 1994/1995, 1996/1997, 1997/1998, 1998/1999 i 1999/2000. Trzykrotnie zdobył też Puchar Cypru (w latach 1998, 2002, 2003) oraz czterokrotnie Superpuchar Cypru (1995, 1998, 1999, 2000).
W 2004 roku Panajotu odszedł z Anorthosisu do innego pierwszoligowego klubu, AEK Larnaka. Grał w nim w sezonie 2004/2005. W sezonie 2005/2006 Cypryjczyk grał w Grecji, w trzecioligowym Panachaiki GE. Z kolei w sezonie 2006/2007 był zawodnikiem klubu AO Ayia Napa, w którym też zakończył karierę piłkarską.
| Sezon   | Klub                 | Kraj   | Rozgrywki     | Mecze | Bramki |
| ------- | -------------------- | ------ | ------------- | ----- | ------ |
| 1987/88 | Anorthosis Famagusta | Cypr   | I liga        | 5     | 0      |
| 1988/89 | Anorthosis Famagusta | Cypr   | I liga        | 0     | 0      |
| 1989/90 | Anorthosis Famagusta | Cypr   | I liga        | 0     | 0      |
| 1990/91 | Anorthosis Famagusta | Cypr   | I liga        | 13    | 0      |
| 1991/92 | Anorthosis Famagusta | Cypr   | I liga        | 0     | 0      |
| 1992/73 | Anorthosis Famagusta | Cypr   | I liga        | 13    | 0      |
| 1993/94 | Anorthosis Famagusta | Cypr   | I liga        | 26    | 0      |
| 1994/95 | Anorthosis Famagusta | Cypr   | I liga        | 33    | 0      |
| 1995/96 | Anorthosis Famagusta | Cypr   | I liga        | 26    | 0      |
| 1996/97 | Anorthosis Famagusta | Cypr   | I liga        | 24    | 0      |
| 1997/98 | Anorthosis Famagusta | Cypr   | I liga        | 25    | 1      |
| 1998/99 | Anorthosis Famagusta | Cypr   | I liga        | 26    | 0      |
| 1999/00 | Anorthosis Famagusta | Cypr   | I liga        | 22    | 0      |
| 2000/01 | Anorthosis Famagusta | Cypr   | I liga        | 21    | 0      |
| 2001/02 | Anorthosis Famagusta | Cypr   | I liga        | 24    | 0      |
| 2002/03 | Anorthosis Famagusta | Cypr   | I liga        | 25    | 0      |
| 2003/04 | Anorthosis Famagusta | Cypr   | I liga        | 10    | 0      |
| 2004/05 | AEK Larnaka          | Cypr   | I liga        | 25    | 0      |
| 2005/06 | Panachaiki GE        | Grecja | Gamma Ethniki | 24    | 0      |
| 2006/07 | AO Ayia Napa         | Cypr   | I liga        | 23    | 0      |

## Kariera reprezentacyjna
W reprezentacji Cypru Panajotu zadebiutował 9 marca 1994 roku w wygranym 2:0 domowym meczu z Estonią, rozegranym w Paralimni. W swojej karierze grał w: eliminacjach do Euro 96, MŚ 1998, Euro 2000, MŚ 2002, Euro 2004 i MŚ 2006. Od 1994 do 2006 roku rozegrał w kadrze narodowej 74 mecze.